# Boualem Khoukhi
Boualem Khoukhi (ur. 7 września 1990 w Bou Ismaïl, Algieria) – katarski piłkarz algierskiego pochodzenia grający na pozycji obrońcy lub pomocnika w klubie Al Sadd oraz reprezentacji Kataru.

## Kariera
Boualem Khoukhi urodził się w Algierii. Jest wychowankiem JSM Chéraga. W 2009 roku wyjechał do Kataru. Tam rozpoczął grę w Al-Arabi SC. W klubie rozegrał ponad 100 spotkań. Dwukrotnie wygrał Puchar Szejka Jassima. W 2017 roku przeniósł się do Al Sadd. Z klubem wygrał Qatar Stars League, Puchar Kataru, Puchar Emira Kataru i Superpuchar Kataru.
Po przybyciu do Kataru i dobrej grze został znaturalizowany, aby móc grać w reprezentacji Kataru. W tej zadebiutował 21 grudnia 2013 roku w meczu przeciwko Bahrajnowi. Pierwszego gola zdobył 31 grudnia 2013 roku w meczu z Arabią Saudyjską. Wystąpił na Pucharze Azji 2019, wygranym zresztą przez Katar. Zdobył tam dwie bramki (z Koreą Północną i ZEA). Wystąpił również na Copa América 2019, gdzie zdobył bramkę przeciwko Paragwajowi. Zagrał także na Złotym Pucharze CONCACAF 2021, Mistrzostwach Świata 2022 oraz Pucharze Azji 2023.

## Osiągnięcia

### Klubowe

#### Al-Arabi SC
- Puchar Szejka Jassima: 2010, 2011

#### Al Sadd
- Qatar Stars League: 2018/19, 2020/21, 2021/22
- Puchar Emira Kataru: 2017, 2020, 2021
- Puchar Kataru: 2017, 2020,2021
- Superpuchar Kataru: 2017, 2019

### Reprezentacyjne
- Puchar Azji: 2019